# 크리미널 (2016년 영화)
《크리미널》(영어: Criminal)은 2016년 공개된 액션 스릴러 영화이다. 아리엘 브로멘이 연출하고, 케빈 코스트너, 게리 올드먼, 토미 리 존스 등이 출연하였다.

## 줄거리
스페인 무정부주의자 하비에르 헤임달은 네덜란드 해커 “더치맨”을 시켜 전 세계 모든 핵방어 암호를 뚫을 수 있는 프로그램을 개발하게 한다. 하지만 CIA 요원 빌 포프는 더치맨을 설득해 헤임달에게서 등을 돌리게 하고 더치맨을 안전한 곳에 숨긴다. 직후 빌은 헤임달에게 고문을 당해 죽지만 더치맨이 있는 곳은 끝내 밝히지 않는다.
빌의 상사 퀘이커 웰스는 죽은 자의 기억 패턴을 산 자에게 이식하는 기술을 이용해 빌의 뇌에 담긴 지식을 어린 시절 받았던 학대로 전두엽이 망가져 소시오패스가 된 죄수 제리코 스튜어트의 뇌에 옮긴다. 수술을 받은 제리코는 도망치지만 차차 빌의 기억이 떠오르는데...

## 출연진
- 케빈 코스트너 - 제리코 스튜어트 역
- 게리 올드먼 - 퀘이커 웰스 역
- 토미 리 존스 - 마이카 프랭크스 의사 역
- 앨리스 이브 - 마타 린치 역
- 갈 가도트 - 질리언 “질” 포프 역
- 마이클 피트 - 얀 스트룩 일명 “더 더치맨” 역
- 조르디 몰랴 - 하비에르 헤임달 역
- 안톄 트라우에 - 엘자 뮐러 역
- 스콧 애드킨스 - 피트 그린슬리브스 역
- 아마우리 놀라스코 - 에스테반 루이사 역
- 콜린 새먼 - 교도소장 역
- 라이언 레이놀즈 - CIA 요원 빌 포프 역
- 내털리 번
- 로버트 다비
- 데이비드 에이버리
- 스티븐 브랜드

## 기타 제작진
- 총괄 제작: 트레버 쇼트, 보아즈 다비드손, 라티 그로브만, 제이슨 블룸, 존 톰프슨